# Aeonium simsii
Aeonium simsii ist eine Pflanzenart aus der Gattung Aeonium in der Familie der Dickblattgewächse (Crassulaceae).

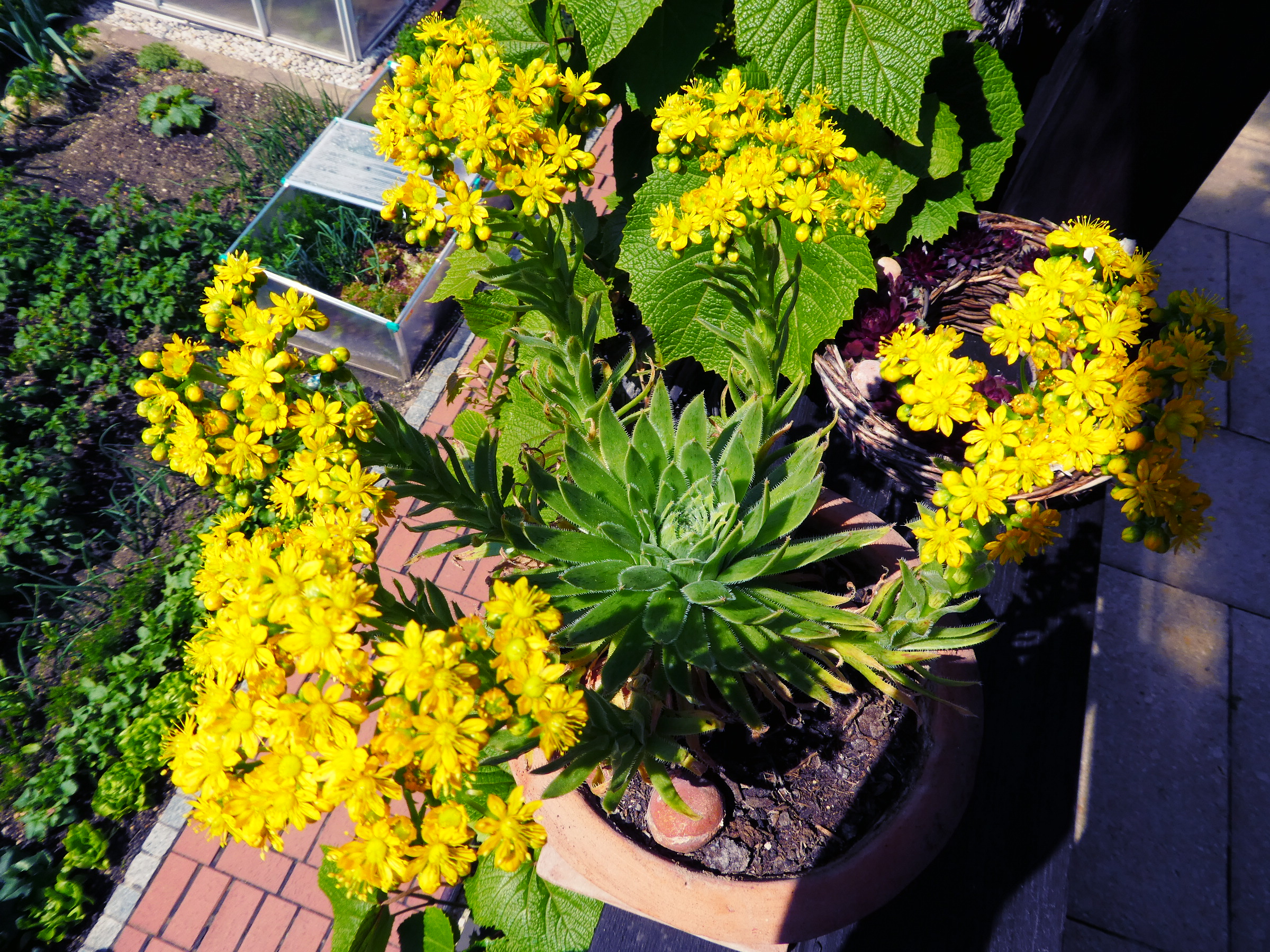
Aeonium simsii mit 6 Blütenstandsstielen

## Beschreibung

### Vegetative Merkmale
Aeonium simsii wächst als mehrjährige, rasenartige Rosettenpflanze. Die glatten, kräftigen Triebe sind kahl. Ihre becherigen Rosetten erreichen einen Durchmesser von 4 bis 12 Zentimeter. Die lanzettlichen, gelblich grünen, schwach flaumhaarigen Laubblätter sind 2 bis 6 Zentimeter lang, 0,6 bis 2 Zentimeter breit und 0,15 bis 0,2 Zentimeter dick. Zur Spitze hin sind sie zugespitzt. Die Basis ist keilförmig. Die Blattunterseite weist deutliche bräunliche, tanninhaltige Längsstreifen auf. Der Blattrand ist mit kegelförmigen Wimpern besetzt, die 1 bis 2,5 Millimeter lang sind.

### Generative Merkmale
Der dicht beblätterte Blütenstand erscheint aus basalen Rosettenachseln. Der Blütenstandsstiel (mehrere pro Pflanze möglich) ist 5 bis 30 Zentimeter lang und verzweigt sich am oberen Ende über ca. 2–4 cm lange, kahle Stiele, die die erste Stufe der oval-runden Blütendolde (‚Doppeldolde‘) bilden. Diese weist eine Breite von ca. 2 bis 5 Zentimeter und eine Länge von ca. 2 bis 8 Zentimeter auf. Die einzelnen sieben- bis neunzähligen Blüten sitzen auf 1 bis 9 Millimeter langen, ebenfalls kahlen Blütenstielen (Doldenstiele zweiter Ordnung). Die Kelchblätter der Blüten sind kahl. Die gelben, verkehrt lanzettlichen, zugespitzten Kronblätter sind 5 bis 6 Millimeter lang und 1,2 bis 1,8 Millimeter breit. Die Staubfäden sind kahl.
Die Blütezeit ist April bis Mai.

### Chromosomenzahl
Die Chromosomenzahl beträgt 2n = 36.

## Systematik und Verbreitung
Aeonium simsii ist auf Gran Canaria in Höhen von 500 bis 1900 Metern verbreitet.
Die Erstbeschreibung als Sempervivum simsii durch Robert Sweet wurde 1818 veröffentlicht. William Thomas Stearn stellte die Art 1951 in die Gattung Aeonium.
Die Artbezeichnung ehrt den britischen Arzt und Botaniker Dr. John Sims (1749–1831).

## Nachweise